# Lijst van oppositieleiders in Turkije
Het volgende is een lijst van oppositieleiders in Turkije sinds het begin van de republikeinse periode in 1923. In Turkije is de oppositieleider het parlementslid dat politiek leider is van de grootste politieke fractie die niet in de regering zit.

## Oppositieleiders
|         | Foto                                    | Naam (Geboorte–Dood)           | Politieke partij | Politieke partij                                | Periode          | Periode           | Periode            | Regeringsleider                                           |
| Begin   | Foto                                    | Naam (Geboorte–Dood)           | Politieke partij | Politieke partij                                | Einde            | Duur              |                    | Regeringsleider                                           |
| ------- | --------------------------------------- | ------------------------------ | ---------------- | ----------------------------------------------- | ---------------- | ----------------- | ------------------ | --------------------------------------------------------- |
| 1       |                                         | Kâzım Karabekir (1882–1948)    |                  | Progressieve Republikeinse Partij (TCF)         | 17 oktober 1924  | 3 juni 1925       | 229 dagen          | İsmet İnönü Fethi Okyar                                   |
| 2       |                                         | Fethi Okyar (1880–1943)        |                  | Liberale Republikeinse Partij (SCF)             | 12 augustus1930  | 17 november 1930  | 97 dagen           | İsmet İnönü                                               |
| 3       |                                         | Celâl Bayar (1883–1986)        |                  | Democratische Partij (DP)                       | 7 januari 1946   | 14 mei 1950       | 4 jaar, 127 dagen  | Şükrü Saracoğlu Recep Peker Hasan Saka Şemsettin Günaltay |
| 4       |                                         | İsmet İnönü (1884–1973)        |                  | Republikeinse Volkspartij (CHP)                 | 22 mei 1950      | 27 mei 1960       | 10 jaar, 5 dagen   | Adnan Menderes                                            |
| 5       |                                         | Ekrem Alican (1916–2000)       |                  | Nieuwe Turkije-partij (YTP)                     | 20 november 1961 | 25 juni 1962      | 217 dagen          | İsmet İnönü                                               |
| 6       |                                         | Ragıp Gümüşpala (1897–1964)    |                  | Gerechtigheidspartij (AP)                       | 25 juni 1962     | 6 juni 1964       | 1 jaar, 347 dagen  | İsmet İnönü                                               |
| 7       |                                         | Süleyman Demirel (1924–2015)   |                  | Gerechtigheidspartij (AP)                       | 6 juni 1964      | 20 februari 1965  | 259 dagen          | İsmet İnönü                                               |
| 8 (4)   |                                         | İsmet İnönü (1884–1973)        |                  | Republikeinse Volkspartij (CHP)                 | 20 februari 1965 | 26 maart 1971     | 6 jaar, 34 dagen   | Suat Hayri Ürgüplü Süleyman Demirel                       |
| 9 (7)   |                                         | Süleyman Demirel (1924–2015)   |                  | Gerechtigheidspartij (AP)                       | 26 januari 1974  | 17 november 1974  | 295 dagen          | Bülent Ecevit                                             |
| 10      |                                         | Bülent Ecevit (1925–2006)      |                  | Republikeinse Volkspartij (CHP)                 | 31 maart 1975    | 21 juni 1977      | 2 jaar, 82 dagen   | Süleyman Demirel                                          |
| 11 (7)  |                                         | Süleyman Demirel (1924–2015)   |                  | Gerechtigheidspartij (AP)                       | 21 juni 1977     | 21 juli 1977      | 30 dagen           | Bülent Ecevit                                             |
| 12 (10) |                                         | Bülent Ecevit (1925–2006)      |                  | Republikeinse Volkspartij (CHP)                 | 21 juli 1977     | 5 januari 1978    | 168 dagen          | Süleyman Demirel                                          |
| 13 (7)  |                                         | Süleyman Demirel (1924–2015)   |                  | Gerechtigheidspartij (AP)                       | 5 januari 1978   | 12 november 1979  | 1 jaar, 311 dagen  | Bülent Ecevit                                             |
| 14 (10) |                                         | Bülent Ecevit (1925–2006)      |                  | Republikeinse Volkspartij (CHP)                 | 12 november 1979 | 12 september 1980 | 305 dagen          | Süleyman Demirel                                          |
| 15      |                                         | Necdet Calp (1922–1998)        |                  | Populistische partij (HP)                       | 13 december 1983 | 27 juni 1985      | 1 jaar, 196 dagen  | Turgut Özal                                               |
| 16      |                                         | Aydın Güven Gürkan (1941–2006) |                  | Populistische partij (HP) (tot 3 november 1985) | 27 juni 1985     | 30 mei 1986       | 337 dagen          | Turgut Özal                                               |
| 16      | Sociaal-Democratische Volkspartij (SHP) | Aydın Güven Gürkan (1941–2006) |                  |                                                 | 27 juni 1985     | 30 mei 1986       | 337 dagen          | Turgut Özal                                               |
| 17      |                                         | Erdal İnönü (1926–2007)        |                  | Sociaal-Democratische Volkspartij (SHP)         | 30 mei 1986      | 20 november 1991  | 5 jaar, 174 dagen  | Turgut Özal Yıldırım Akbulut Mesut Yılmaz                 |
| 18      |                                         | Mesut Yılmaz (1947–2020)       |                  | Moederlandpartij (ANAP)                         | 21 november 1991 | 6 maart 1996      | 4 jaar, 106 dagen  | Süleyman Demirel Tansu Çiller                             |
| 19      |                                         | Necmettin Erbakan (1926–2011)  |                  | Welvaartspartij (RP)                            | 6 maart 1996     | 28 juni 1996      | 114 dagen          | Mesut Yılmaz                                              |
| 20 (18) |                                         | Mesut Yılmaz (1947–2020)       |                  | Moederlandpartij (ANAP)                         | 28 juni 1996     | 30 juni 1997      | 1 jaar, 2 dagen    | Necmettin Erbakan                                         |
| 21 (19) |                                         | Necmettin Erbakan (1926–2011)  |                  | Welvaartspartij (RP)                            | 30 juni 1997     | 17 december 1997  | 170 dagen          | Mesut Yılmaz                                              |
| 22      |                                         | İsmail Alptekin (1943)         |                  | Deugdpartij (FP)                                | 17 december 1997 | 14 mei 1998       | 148 dagen          | Mesut Yılmaz                                              |
| 23      |                                         | Recai Kutan (1930)             |                  | Deugdpartij (FP)                                | 14 mei 1998      | 22 juni 2001      | 3 jaar, 39 dagen   | Mesut Yılmaz Bülent Ecevit                                |
| 24      |                                         | Tansu Çiller (1946)            |                  | Partij van het Rechte Pad (DYP)                 | 22 juni 2001     | 19 november 2002  | 1 jaar, 150 dagen  | Bülent Ecevit                                             |
| 25      |                                         | Deniz Baykal (1938–2023)       |                  | Republikeinse Volkspartij (CHP)                 | 19 november 2002 | 22 mei 2010       | 7 jaar, 184 dagen  | Abdullah Gül Recep Tayyip Erdoğan                         |
| 26      |                                         | Kemal Kılıçdaroğlu (1948)      |                  | Republikeinse Volkspartij (CHP)                 | 22 mei 2010      | 5 november 2023   | 13 jaar, 225 dagen | Recep Tayyip Erdoğan Ahmet Davutoğlu Binali Yıldırım      |
| 27      |                                         | Özgür Özel (1974)              |                  | Republikeinse Volkspartij (CHP)                 | 5 november 2023  |                   | huidig             | Recep Tayyip Erdoğan                                      |